# Сюлань-Шічжухоуді
Сюлань-Шічжухоуді (кит.: 伊屠於閭鞮; д/н — 93) — 8-й шаньюй південних хунну в 88—93 роках.

## Життєпис
Син шаньюя Хухан'є II. При народженні отримав ім'я Туньтухе. 88 року спадкував стриєчному братові Їту-Юлюйді. 89 року вирішив скористатися складнощами північних хунну, щоб остаточно їх підкорити. Його в цьому підтримала регентша — імператриця Доу. Тому шаньюй з 30 тис. хунну за підтримки 8-тисячного ханського війська рушив проти Північного шаньюя. Той зазнав поразки й втік на північ. Священе місце лунчен було захоплено й спалено, чим знищено конкурента відповідного міста південних хунну — Лунсі. 200 тис. підданих Північного шаньюя здалися військам Сюлань-Шічжухоуді.
У 90 році військо південних хунну на чолі із східних гулі-ваном Шицзі завдав нової поразки північному шанюю, захопивши його ставку у верхів'ях Орхону. Як наслідок було приєднано значну територію з тисячами північних хунну. Тепер під владою Сюлань-Шічжухоуді перебувало майже 240 тис. осіб, з яких 50 тис. були вояками. Тому імператорський уряд призначив ще одного дуляо-гянгюню (урядника над південними хунну).
Втім побоюючись посилення Сюлань-Шічжухоуді, що мав намір відновити єдність держави хунну, китайці у 91 році признали шаньюєм півночі Ючуцзяня. Але після загибелі останнього у 93 році практично усі північні хунну опинилися під владою Сюлань-Шічжухоуді. Того ж року він помер. Владу спадкував стриєчний брат Аньго.